# Vela nos Jogos Asiáticos de Praia de 2008
Os eventos de vela nos Jogos Asiáticos de Praia de 2008 foram disputados entre 21 e 25 de outubro. Dois eventos foram disputados.

## Calendário
| Outubro | 18 | 19 | 20 | 21 | 22 | 23 | 24 | 25 | 26 | Finais |
| ------- | -- | -- | -- | -- | -- | -- | -- | -- | -- | ------ |
| Vela    |    |    |    |    |    |    |    | 2  |    | 2      |

## Quadro de medalhas
| Ordem | País      | Medalha de ouro | Medalha de prata | Medalha de bronze |   |
| ----- | --------- | --------------- | ---------------- | ----------------- | - |
| 1     | Tailândia | 1               | 1                | 1                 | 3 |
| 2     | China     | 1               |                  |                   | 1 |
| 3     | Hong Kong |                 | 1                |                   | 1 |
| 4     | Indonésia |                 |                  | 1                 | 1 |
| TOTAL | TOTAL     | 2               | 2                | 2                 | 6 |

## Medalhistas
| Evento               | Ouro                                             | Prata                                    | Bronze                                  |
| Hobie 16 (detalhes)  | THA Tailândia Kitsada Vongtim Damrongsak Vongtim | HKG Hong Kong Tong Yui Shing Patrick Lam | INA Indonésia Ario Dipo Yoseph Udjulawa |
| Laser 4.7 (detalhes) | CHN China Ni Xiaowen                             | THA Tailândia Natthawut Paenyaem         | THA Tailândia Keerati Bualong           |